# Ruta angustifolia
Espèce
Ruta angustifolia, la rue à feuilles étroites, est une plante herbacée vivace du genre Ruta de la faille des Rutacées commun en zone méditerranéenne,

## Description
Ruta angustifolia est haute de 20 à 60 cm, ses feuilles sont alternes, glauques, pennatisequées et découpées en segments étroits dont les terminaux sont larges de 1,5 à 3,5 mm.. Les fleurs sont en grappe ou en panicule, de couleur jaune. Les pétales sont longuement frangés, les bractées sont petites. Elle fleurit de mai à août,. Ruta angustifolia est butinée par de nombreux insectes. Les fruits sont des capsules contenant de petites graines noires.
Cette espèce est très proche de Ruta chalepensis qui se reconnaît à ses feuilles aux segments terminaux moins étroits et dont les bractées sont très larges.

## Habitat
Elle se rencontre dans les pelouses sèches des zones ensoleillées sur les sols pauvres. En France elle est présente dans le sud-est sur le pourtour méditerranéen.

## Utilisation
C'est une espèce toxique et qui dégage une odeur très désagréable.
Comme plante médicinale elle a des propriétés anti hémorragiques, anti spasmodique et vermifuge.

## Liens annexes
- Ruta angustifolia sur Pl@ntUse
- Ruta angustifolia sur WFO Plant list